# ضريح سردار مفخم
ضريح سردار مفخم (بالفارسية: آرامگاه سردار مفخم) هو ضريح تاريخي يعود إلى الدولة البهلوية، ويقع في مقاطعة أبركوه.